# Nycteris hispida
Nycteris hispida es una especie de murciélago de la familia Nycteridae.

## Distribución geográfica
Se encuentra en África occidental África Central y África del Este.